# Echinochloa elliptica
Echinochloa elliptica là một loài thực vật có hoa trong họ Hòa thảo. Loài này được P.W.Michael & Vickery mô tả khoa học đầu tiên năm 1980.